# Lucrecia Arana
Lucrecia López de Arana y Fernández, coneguda com a Lucrecia Arana (Haro, 23 de novembre de 1867 - Madrid, 9 de maig de 1927) fou una cantant espanyola.
Estudià solfeig i cant amb els mestres Llanos i Baldelli, presentant-se al públic en l'antic teatre-circ del Príncipe Alfonso el juny de 1889, en el paper d'un patge de La Mascota. Després actuà en els teatres de Zarzuela, Apolo (amb gènere gran), i diversos altres de Madrid, fins que el 1895 tornà a la Zarzuela, on figurà com a primera tiple durant dotze anys.
Lucrecia Arana arribà a ser la tiple favorita del públic madrileny, conquistant grans triomfs per la seva excel·lent escola de cant, la seva bella veu, d'extensió sorprenent, i la seva perfecta vocalització. Com a actriu, posseïa una gran naturalitat i un domini complet de l'escena, i sabia donar als personatges que representava la simpatia, l'atracció que fou peculiar del seu tracte.
Mai va sentir l'esperit de rivalitat, i una de les seves més grans ovacions l'assolí una nit de benefici, cantant en companyia del tenor Biel en ple apogeu d'aquest cantant.
Vestia les obres amb irreprotxable gust artístic, i el seu cor restava sempre obert al bé. De les seves gires cal mencionar les campanyes en els teatres Eldorado i Tívoli, de Barcelona, i les del teatre Romea, de Múrcia, el 1907, i de Bilbao, el 1908.
Entre les obres estrenades per Lucrecia i les protagonistes de les quals va crear, figuren: La Viejecita, El húsar de la Guardia, El gaitero, Gigantes y Cabezudos, El guitarrico, La Rabalera, etc.
L'any 1908 es casà amb l'escultor Marià Benlliure, que, en morir Lucrecia, esculpí una medalla amb la seva imatge i des de llavors es concedí com a premi a la cantant més destacada en el Conservatori de Madrid. Van tenir un únic fill, José Luis Mariano Benlliure López de Arana, nascut el 5 de juliol de 1898 i mort el 1981.